# 利茲·切尼
伊利沙伯·林恩·「利茲」·切尼·佩里（英語：Elizabeth Lynne "Liz" Cheney Perry；1966年7月28日—），是一名美國共和黨的政治人物，擔任維吉尼亞大學政治中心教授。她是前美國副總統迪克·切尼和前美國第二夫人琳恩·切尼的長女。

## 早期生平
利茲·錢尼出生在威斯康辛州麥迪遜。1996年，她獲得芝加哥大學法學院法學博士學位，並曾在美國國際開發署工作。2002年，她於喬治·沃克·布希政府時期在美國國務院擔任過首席副助理國務卿，主持中東事務。
她曾計劃參加2014年懷俄明州聯邦參議員選舉，挑戰時任參議員麥克·恩齊，但最後退出。2016年，她參加了當年的美國眾議院選舉，成功當選懷俄明州眾議員，並從隔年初開始任職。2019年1月13日起，她擔任眾議院共和黨會議主席，是當時眾議院共和黨領導層中的第三高職位。
利茲·錢尼被視為新保守主義和共和黨建制派的代表，在經濟上持親商立場，而外交上則比較鷹派。2017年至2021年之間，她在93%的議案都投票支持特朗普政府的議程，曾一度被視為是「特朗普主義」的忠實支持者，但她不時批評特朗普政府的外交政策。

## 抵制川普
2021年1月6日，美國出現國會山騷亂事件，大量示威者進入國會破壞和縱火，造成多人傷亡。事件發生後，利茲·錢尼一改在第一次特朗普弹劾案的態度，轉而支持彈劾總統唐纳德·特朗普，並批評特朗普「點燃了騷亂的火焰，卻沒有做什麼來阻止」、「美國總統從未如此背叛過他的職位和誓言」等；在第二次特朗普弹劾案中，她選擇與亞當·金辛格等共10位共和黨眾議員一起支持彈劾，但此次彈劾案最終在參議院以57票支持、43票反對仍未能取得三分之二的通過門檻。
2021年5月，眾議院共和黨人在閉門會議中投票免除了切尼的眾議院共和黨會議主席一職，主要原因是因為她在過去幾個月中反覆批評前總統特朗普宣稱他贏得了2020年美國總統選舉的言論。事後，切尼被親特朗普的埃莉斯·斯蒂芬尼克接替，她在採訪中表示她的態度不變，並會努力不讓特朗普有機會重返白宮。7月1日，切尼被眾議院議長南希·佩洛西任命為美國眾議院1月6日襲擊事件特別委員會的成員；9月2日，擔任該委員會的副主席。
2022年8月16日，美国怀俄明州举行国会中期选举的共和黨党内预选，莉兹·切尼在众议员预选中不敌特朗普支持的对手哈丽雅特·哈格曼，因此无缘角逐连任众议员。

## 卸任公職後
2022年中期選舉中，莉兹·切尼呼籲亞利桑那州的共和黨選民不要投票給美國選舉否認派的卡麗·萊克和馬克·芬臣，二人分別競逐亞利桑納州的州長和州務卿，並在其後的選舉中都被民主黨對手擊敗。
2024年9月5日，莉兹·切尼在北卡羅來納州杜克大學的一次演講中表態支持賀錦麗競選2024年美國總統選舉，她聲稱「作為一名保守派人士，以及一個深信並關心憲法的人，我對此進行深入思考。由於特朗普帶來的危險，我不會投票給他，而是投給賀錦麗」。不久後，其父前副總統迪克·切尼也表態支持賀錦麗。9月6日，她表態背書2024年德薩斯州聯邦參議員選舉的民主黨候選人科林·奧爾雷德。
2024年10月21日，利茲·切尼與賀錦麗以「國家大於政黨」為名，在賓夕法尼亞州切斯特縣展開了聯合競選活動，她在活動中表示美國根本無法承擔特朗普再次當選的風險，呼籲共和黨選民為了捍衛憲法投票支持賀錦麗。10月23日，她表態背書2024年密歇根州聯邦參議員選舉的民主黨候選人埃莉薩·斯洛特金。

## 外部連結
- Official website（页面存档备份，存于）
- 智慧投票计划中的傳記、投票紀錄及利益集團評級
- Issue positions and quotes at On the Issues
- 聯邦選舉委員會中的競選財務報告和數據
- Appearances on C-SPAN programs
- 網路電影資料庫上的亮相頁面
- Collected news and commentary at The New York Times
- Works by or about 利茲·切尼 in libraries (WorldCat catalog)
- Profile at Ballotpedia
- 2014 Campaign contributions（页面存档备份，存于） at OpenSecrets.org
- C-SPAN內的頁面（英文）

| 美国众议院             | 美国众议院                                     | 美国众议院               |
| ---------------------- | ---------------------------------------------- | ------------------------ |
| 前任者： 辛西婭·拉米斯 | 懷俄明州單一國會選區 眾議院議員 2017年－2023年 | 繼任者： 哈丽雅特·哈格曼 |